# Dromococcyx
Dromococcyx és un gènere d'ocells de la família dels cucúlids (Cuculidae). És un gènere de cucuts poc comú que es troben en boscos i boscos dels Neotropics. Tot i que rarament es veuen, ambdues espècies són molt vocals. Tenen cues notablement graduades, i es troben entre els pocs cucuts de les Amèriques que són paràsits de cria (l'única altra és el cucut estriat).

## Taxonomia
Segons la Classificació del Congrés Ornitològic Internacional (versió 14.2, 2024) aquest gènere està format per dues espècies, ambdues monotípiques:
- cucut paó (Dromococcyx pavoninus).
- cucut faisà (Dromococcyx phasianellus).